# Sidrolândia (kommun)
Sidrolândia är en kommun i Brasilien.   Den ligger i delstaten Mato Grosso do Sul, i den södra delen av landet, 900 km sydväst om huvudstaden Brasília. Antalet invånare är 42 076.
Följande samhällen finns i Sidrolândia:
- Sidrolândia

Omgivningarna runt Sidrolândia är huvudsakligen savann. Runt Sidrolândia är det mycket glesbefolkat, med 7 invånare per kvadratkilometer.